# 全民超神
《全民超神》是腾讯游戏旗下的一款已经停服的多人在线战斗竞技场游戏（MOBA），由光子工作室群研发，对应Android和iOS平台。游戏于2015年8月16日开始公测，2019年10月20日正式停止运营。